# Rhysodesmus nahuus
Rhysodesmus nahuus är en mångfotingart som först beskrevs av Jean-Henri Humbert och Henri Saussure 1869.  Rhysodesmus nahuus ingår i släktet Rhysodesmus och familjen Xystodesmidae. Inga underarter finns listade i Catalogue of Life.